# Allaman
Allaman är en ort och kommun i distriktet Morges i kantonen Vaud, Schweiz. Kommunen har 431 invånare (2023).
Kommunen Allaman ligger vid Genèvesjöns strand.